# William de Braose († 1210)
William de Braose (auch de Briouze) (* vor 1170; † 1210) war ein anglonormannischer Adliger.

## Herkunft
William entstammte der anglonormannischen Familie Braose. Er war der älteste Sohn von William de Braose und dessen Frau Maud de St Valery, die wahrscheinlich vor 1170 geheiratet hatten. Sein Vater war ein bedeutender Baron mit Besitzungen in der Normandie, in Südengland, in den Welsh Marches und in Irland. Vor 1203 übertrug ihm sein Vater wahrscheinlich die Verwaltung seiner Besitzungen in Südengland, darunter die Herrschaft Bramber in Sussex sowie weitere Besitzungen in Devon. Sein Vater stand hoch in der Gunst des Königs und gehörte oft zu dessen Gefolge, so dass er seinem Sohn weitere Besitzungen zur Verwaltung übergab. Darunter befand sich auch die Herrschaft Brecon in den Welsh Marches.

## Rolle während der Rebellion seines Vaters, Gefangenschaft und Tod
Während der Herrschaft von König Johann Ohneland nahm der jüngere William während des Kriegs gegen Frankreich von 1203 bis 1204 an der erfolglosen Verteidigung der Normandie teil. Durch die Eroberung der Normandie verlor die Familie ihre dortigen Besitzungen. Ab 1208 wurde William in den sich zuspitzenden Konflikt zwischen seinem Vater und König Johann verwickelt. Sein Vater hatte gegenüber dem König erhebliche Schulden, und der König zweifelte zunehmend an der Loyalität seines früheren Vertrauten. Als er 1208 von dem älteren Braose verlangte, seinen ältesten Sohn als Geisel zu stellen, verweigerte dies seine Frau, Maud de St Valery. Als Begründung soll sie gesagt haben, dass ihr Sohn in der Obhut des Königs seines Lebens nicht mehr sicher sei. Damit spielte sie offenbar auf das Schicksal von Johanns Neffen Arthur von der Bretagne an, an dessen Verschwinden ihr Mann 1203 wahrscheinlich beteiligt gewesen war. Der König ging nun zunehmend gegen die Familie Braose vor. Er verurteilte den jüngeren William zu einer Strafe von 300 Mark, da er die Forsthoheit des Königs verletzt hätte. Williams Vater gelang es nicht mehr, sich mit dem König zu versöhnen. Johann befahl schließlich die Verhaftung der Braoses, worauf die Familie nach einer kurzen bewaffneten Revolte nach Irland flüchtete. Daraufhin unternahm der König 1210 einen Feldzug nach Irland. Während der ältere Braose versuchte, mit dem König zu verhandeln, floh William mit seinen Söhnen und seiner Mutter vom nordirischen Carrickfergus Castle nach Galloway in Westschottland. Der schottische König Wilhelm I. hatte sich 1209 im Vertrag von Norham dem englischen König unterwerfen müssen. Wohl vor allem aus Furcht vor dem englischen König wurde den Braoses in Schottland keine Zuflucht gewährt. Sie wurden von dem schottischen Baron Duncan of Carrick gefangen genommen, der sie angeblich in Käfigen an den englischen König nach Carrickfergus auslieferte. Die Braoses boten dem König, eine ungeheure Strafe in Höhe von 40.000 Mark zu zahlen. Im September 1210 musste Williams Vater aber zugeben, das er diese Summe nicht aufbringen konnte. Er floh nach Frankreich, worauf der König vor Ende 1210 den jüngeren William und seine Mutter bewusst im Kerker von Corfe oder Windsor Castle verhungern ließ.

## Familie und Nachkommen
William hatte um 1197 Maud de Clare, eine Tochter von Richard de Clare, 3. Earl of Hertford geheiratet. Mit ihr hatte er mindestens vier Söhne:
- John de Braose (1197/98–1232)
- Giles de Braose († um 1218)
- Philip de Braose († vor 1220)
- Walter de Braose (um 1206–um 1234)

Williams Frau Maud konnte erst der Gefangennahme entkommen, wurde jedoch später vom König in Corfe Castle festgesetzt und 1213 schließlich ihrem Vater übergeben. Sie heiratete 1219 den walisischen Fürsten Rhys Gryg. Williams Söhne kamen erst 1218 nach dem Tod von König Johann aus der Gefangenschaft frei, wobei sein Sohn Giles vermutlich noch in der Gefangenschaft gestorben war. Williams ältester Sohn John konnte die Herrschaft über Bramber und die südwalisische Herrschaft Gower zurückgewinnen. Sein Sohn Philip heiratete eine Eve, starb jedoch noch vor 1220 kinderlos. Der jüngste Sohn Walter heiratete die Erbin der südwalisischen Herrschaft Kidwelly.